# سمبات آیوازیان
سمبات ژیرایری آیوازیان (ارمنی: Սմբատ Ժիրայրի Այվազյան؛ زادهٔ ۱۰ مارس ۱۹۵۹ - درگذشته ۸ ژوئن ۲۰۱۴) یک سیاستمدار و اقتصاد اهل ارمنستان بود که از تاریخ ۱۵ ژوئن ۱۹۹۹ تا ۲ مه ۲۰۰۰ تاریخ در دولت  وازگن سارگسیان و دولت آرام سارگسیان سمت ریاست کارگروه دولتی درآمد جمهوری ارمنستان را برعهده داشت.

## زندگی‌نامه
در ۱۰ مارس ۱۹۵۹ در ایروان به دنیا آمد و از دانشگاه دولتی اقتصاد ارمنستان فارغ‌التحصیل شد. وی متأهل و صاحب سه فرزند بود. وی در ۸ ژوئن ۲۰۱۴ در سن ۵۵ سالگی در پاریس، فرانسه درگذشت.

## یادداشت
1. ↑  ՀՀ պետական եկամուտների նախարար
2. ↑  պաշտոնը հիմնադրվել է, նույն ինքը որպես ՀՀ Հարկային պետական ծառայության պետ
3. ↑  ՀՀ Հարկային պետական ծառայության պետ
4. ↑  պաշտոնը վերացվել է, նույն ինքը որպես ՀՀ պետական եկամուտների նախարար
5. ↑  ՀՀ ԱԺ «Երկրապահ» պատգամավորական խմբի ղեկավար